# Hrabstwo Whitman
Hrabstwo Whitman (ang. Whitman County) – hrabstwo w stanie Waszyngton w Stanach Zjednoczonych. Hrabstwo zajmuje powierzchnię 2159,37 mil² (5592,74 km²). Według szacunków United States Census Bureau w roku 2009 miało 42 689 mieszkańców. Siedzibą hrabstwa jest Colfax.
Hrabstwo powstało w 1871.

## Miasta
- Albion
- Colton
- Colfax
- Endicott
- Farmington
- Garfield
- La Crosse
- Lamont
- Malden
- Oakesdale
- Palouse
- Pullman
- Rosalia
- St. John
- Tekoa
- Uniontown